# 景坎乡
景坎乡，旧译景罕乡，是缅甸掸邦东部第四特区色勒县下辖的一个乡。

## 地理
景坎乡位于色勒县南部，北接色勒乡，西接养广乡，南接勐拉县邦果乡、勐马乡和勐拉乡，东接中国云南省西双版纳傣族自治州勐海县打洛镇。

## 行政区划
景坎乡下辖以下村寨：
- 景坎村[2]
- 嘎迈村（ကတ်မိုင်ရွာ）[3]
- 南囡村（နမ့်နွဲ့ရွာ）[4]
- 南凯村（နမ့်ခိုက်ရွာ）[5]
- 南隆村（နမ့်လုံးရွာ）[6]
- 南益村（နမ့်ယိရွာ）[7]
- 南勒村[8]
- 养恩村[9]
- 回凯村[10]
- 董林村[11]
- 瑙龙村（နောင်လုံရွာ）[12]
- 万吾岱村（万吾下寨）
- 万吾勒村（万吾上寨）
- 万岗龙村（ဝမ်ကန်းလုံရွာ）[13]
- 万洼村（ဝမ်ဝရွာ）[14]
- 万嘎村[15]
- 唐卡村（ထန်ခါးရွာ）
- 卡角村（卡角龙村）[16]
- 贺顺村（ဟိုဆွန်ရွာ）
- 景棉村（ကျိန်းမြန်းရွာ）
- 回劳村（ဟွေလောင်းရွာ）
- 哈海村（ဟတ်ဟိုင်းရွာ）
- 扎沙村（ဂျားဆားရွာ）
- 巴卡村[17]